# Rifat Hadžiselimović
Rifat Hadžiselimović, Bosansko-hercegovski genetik in akademik, * 7. januar 1944, Šiprage, Kotor-Varoš.
Deluje kot znanstveni svetovalec na Inštitutu za genetsko inženirstvo in biotehnologijo (INGEB) v Sarajevu, kjer je bil leta 2013, po več kot 45 letih službovanja, imenovan za zaslužnega člana.
Od leta 1966 je zaposlen na Fakulteti za naravoslovje in matematiko Univerze v Sarajevu, najprej kot asistent, nato kot docent, izredni profesor in nazadnje redni profesor, za predmete Genetsko inženirstvo in biotehnologija, Evolucija, Antropologija ter Eksperimentalna biomedicina. V letih 1984-1986 je deloval tudi kot vodja oddelka za biologijo. Od leta 1994 se ukvarja z izvajanjem študija podiplomskih bioloških znanosti, do leta 2003 kot vodja programa, nato pa do leta 2007 kot vodja programa genetike.
V obdobju 1987-2001 je bil direktor Inštituta za genetsko inženirstvo in biotehnologijo, od leta 2001 pa je bil koordinator projekta DNA, ki je bil realiziran v sodelovanju z Mednarodno komisijo za pogrešane osebe (International Commission on Missing Persons - ICMP) in kot znanstveni svetovalec na Inštitutu, kjer je med leti 2006 in 2012 deloval kot predsednik upravnega odbora. Deloval je tudi kot aktivni član Antropološkega društva Jugoslavije in je ustanovni član Društva genetikov Bosne in Hercegovine.
Dopisni član Akademije znanosti in umetnosti Bosne in Hercegovine je postal leta 2018.

## Dela
Do leta 2019 je objavil 214 izvirnih znanstvenih člankov, 17 strokovnih člankov, 23 knjig, 70 znanstveno-raziskovalnih projektov in 85 konferenčnih prispevkov.